# Amerikaans voetbalkampioenschap 1981
In 1981 werd het veertiende seizoen van de North American Soccer League gespeeld. Chicago Sting werd voor de eerste maal kampioen.

## North American Soccer League

### Wijzigingen
Opgeheven teams
- Houston Hurricane
- Rochester Lancers
- Washington Diplomats

Verhuisde teams
- Memphis Rogues is verhuisd naar Alberta, Calgary, Canada en nam de naam Calgary Boomers aan.
- Detroit Express is verhuisd naar Washington D.C. en nam de naam Washington Diplomats aan.
- New England Tea Men is verhuisd naar Jacksonville, Florida en nam de naam Jacksonville Tea Men aan.
- Philadelphia Fury is verhuisd naar Montreal, Quebec, Canada en nam de naam Miami Gatos aan.

### Eindstand
| Plaats | Eastern Division         | Wed. | W  | V  | DV | DT | Ptn |
| ------ | ------------------------ | ---- | -- | -- | -- | -- | --- |
| 1.     | New York Cosmos          | 32   | 23 | 9  | 80 | 49 | 200 |
| 2.     | Montreal Manic           | 32   | 15 | 17 | 63 | 57 | 141 |
| 3.     | Washington Diplomats     | 32   | 15 | 17 | 59 | 58 | 135 |
| 4.     | Toronto Blizzard         | 32   | 7  | 25 | 39 | 82 | 77  |
| Plaats | Southern Division        | Wed. | W  | V  | DV | DT | Ptn |
| 1.     | Atlanta Chiefs           | 32   | 17 | 15 | 62 | 60 | 151 |
| 2.     | Fort Lauderdale Strikers | 32   | 18 | 14 | 54 | 46 | 144 |
| 3.     | Jacksonville Tea Men     | 32   | 18 | 14 | 51 | 46 | 141 |
| 4.     | Tampa Bay Rowdies        | 32   | 15 | 17 | 63 | 64 | 139 |
| Plaats | Central Division         | Wed. | W  | V  | DV | DT | Ptn |
| 1.     | Chicago Sting            | 32   | 23 | 9  | 84 | 50 | 195 |
| 2.     | Minnesota Kicks          | 32   | 19 | 13 | 63 | 57 | 163 |
| 3.     | Tulsa Roughnecks         | 32   | 17 | 15 | 60 | 49 | 154 |
| 4.     | Dallas Tornado           | 32   | 5  | 27 | 27 | 71 | 54  |
| Plaats | Western Division         | Wed. | W  | V  | DV | DT | Ptn |
| 1.     | San Diego Sockers        | 32   | 21 | 11 | 67 | 49 | 173 |
| 2.     | Los Angeles Aztecs       | 32   | 19 | 13 | 53 | 55 | 160 |
| 3.     | California Surf          | 32   | 11 | 21 | 60 | 77 | 117 |
| 4.     | San Jose Earthquakes     | 32   | 11 | 21 | 44 | 78 | 108 |
| Plaats | Northwest Division       | Wed. | W  | V  | DV | DT | Ptn |
| 1.     | Vancouver Whitecaps      | 32   | 21 | 11 | 74 | 43 | 186 |
| 2.     | Calgary Boomers          | 32   | 17 | 15 | 59 | 54 | 151 |
| 3.     | Portland Timbers         | 32   | 17 | 15 | 52 | 49 | 141 |
| 4.     | Seattle Sounders         | 32   | 15 | 17 | 60 | 62 | 137 |
| 4.     | Edmonton Drillers        | 32   | 12 | 20 | 60 | 79 | 123 |

Notities
- De punten telling:
  - Overwinning: 6 punten
  - Verlies: 0 punten
  - Doelpunten voor (maximaal 3 ptn per wedstrijd): 1 punt

### Playoffs
De veertien beste teams van alle vijf de divisies spelen tegen elkaar in de playoffs. Het team met de meeste punten (New York Cosmos) stroomt in de kwartfinale in.
| Eerste ronde             | Eerste ronde             | Eerste ronde  |
| Team 1                   | Team 2                   | Uitslag       |
| ------------------------ | ------------------------ | ------------- |
| Minnesota Kicks          | Tulsa Roughnecks         | 3-1, 1-0      |
| San Diego Sockers        | Portland Timbers         | 1-2, 5-1, 2-0 |
| Jacksonville Tea Men     | Atlanta Chiefs           | 3-2, 2-1      |
| Fort Lauderdale Strikers | Calgary Boomers          | 3-1, 2-0      |
| Tampa Bay Rowdies        | Vancouver Whitecaps      | 4-1, 1-0      |
| Chicago Sting            | Seattle Sounders         | 3-2, 2-0, 3-2 |
| Montreal Manic           | Los Angeles Aztecs       | 5-3, 2-3, 2-1 |
| Kwartfinale              |                          |               |
| Team 1                   | Team 2                   | Uitslag       |
| New York Cosmos          | Tampa Bay Rowdies        | 6-3, 2-3, 2-0 |
| Chicago Sting            | Montreal Manic           | 2-3, 4-2, 4-2 |
| Fort Lauderdale Strikers | Minnesota Kicks          | 3-1, 3-0      |
| San Diego Sockers        | Jacksonville Tea Men     | 1-2, 2-1, 3-1 |
| Halve Finale             |                          |               |
| Team 1                   | Team 2                   | Uitslag       |
| New York Cosmos          | Fort Lauderdale Strikers | 4-3, 4-1      |
| Chicago Sting            | San Diego Sockers        | 1-2, 2-1, 1-0 |
| Finale                   |                          |               |
| Team 1                   | Team 2                   | Uitslag       |
| Chicago Sting            | New York Cosmos          | 1-0           |

## Individuele prijzen
| Prijs                | Naam                   | Team             |
| -------------------- | ---------------------- | ---------------- |
| Most Valuable Player | Giorgio Chinaglia      | New York Cosmos  |
| Topscorer            | Giorgio Chinaglia (29) | New York Cosmos  |
| Beste nieuwkomer     | Joe Morrone            | Tulsa Roughnecks |